# Roșiori (Ialomița)
Roșiori is een Roemeense gemeente in het district Ialomița.
Roșiori telt 2040 inwoners.